# JR貨物UM9A形コンテナ

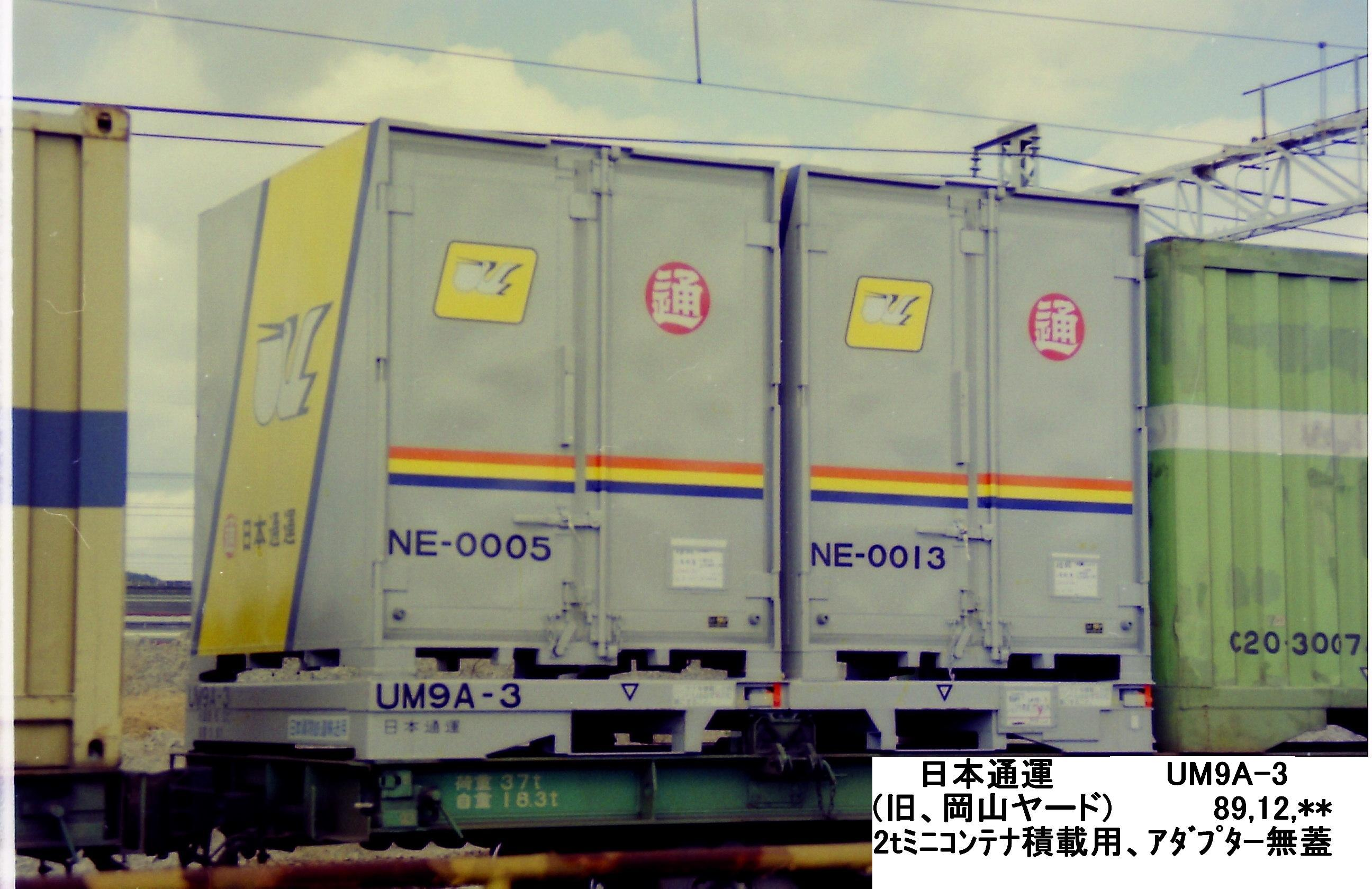
UM9A-3 旧、東急車輛大阪製作所製で、出来立ての香りが漂っていた。
（1989年12月?日撮影。）
岡山／旧、岡山操車場。

UM9A形コンテナ（UM9Aがたコンテナ）とは、日本貨物鉄道（JR貨物）輸送用として、JR貨物より承認登録された民間事業者が私有コンテナとして編入している（無蓋コンテナ）である。

## 概要
無蓋コンテナ以外の他形式では、形式を表す1-2桁の数字は全てコンテナの内容積で決定されているが、無蓋コンテナのみ床面積で付与されている。
これにより、本形式のコンテナ容積8 m3の算出は、厳密には端数四捨五入計算の為に、内容積7.5 - 8.4m3の間に属するコンテナが対象となる。また形式末尾のアルファベット一桁部位「A」は、コンテナの使用用途（主たる目的）が「普通品の輸送」を表す記号として付与されている。

## 特記事項

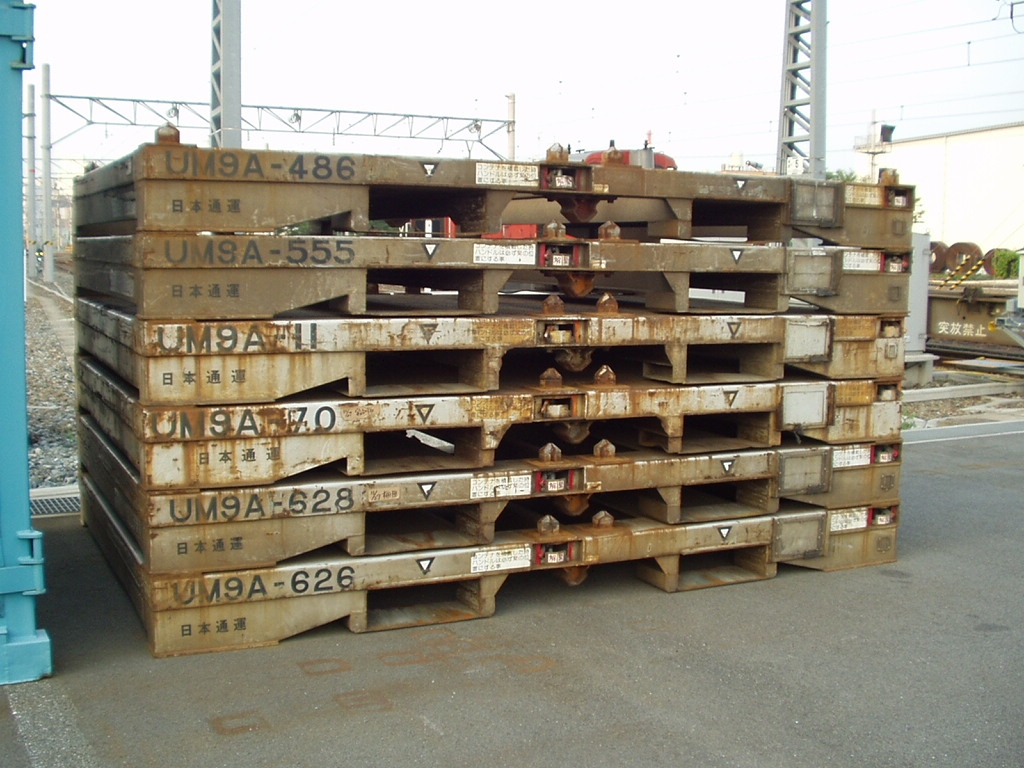
本形式では、この様な段積み状態での輸送は、一切できない。(大阪府／安治川口駅にて、2003年5月17日撮影)

- コンテナの高さは、形式によってドライコンテナと同等の高さがあったり、逆に1／8サイズの板型の様に八段（12ftの場合）又は、1／4サイズの薄型の様に四段（20ftの場合）に積み上げてやっとドライコンテナと同等の高さに達するなど、他形式ではタンクコンテナ以外では見られない様に、見た目が多種多彩に入り乱れているのも無蓋コンテナ形式の特徴となっている。

- 従来から鉄道コンテナでの最低輸送単位は、5トン級コンテナからの輸送単位となっていた。しかし時代の流れで物流事情の多様化により、1 - 2トン程度の少量取引が増えてきた現状への対応策として、日本通運が独自開発した鉄道でも少量輸送できる6ft程度のミニコンテナを搭載する為の、アダプター的な役割に特化した平台車タイプの無蓋コンテナとなっている。

- なお、登録の終盤には積載するミニコンテナの別タイプ版として、西濃運輸が8組のコンテナを用意して新規参入したが、4ftと8ftに別れた特殊な形状と専用の荷役機器が必要だったり、ミニコンテナがUM9Aコンテナより幅広の為に輸送ルートが限定されたりと、その事取り扱いの不便さの為に僅か数年で撤退してしまった。

## 番台毎の概要

### 0番台
1 - 771
日本通運所有。
積載する荷物量が通常の12ftコンテナでは大きすぎるケースに対応するため、日本通運が開発した6ft (2t) コンテナを積載するためのアダプタである。6ftコンテナを本コンテナでの輸送時には、実入状態・空荷状態を問わず、必ず2個積載された状態でなければならない。
なお多品種小ロット輸送他、小口引越や物流費節約の世情を反映して根強い需要があるも、全てのコンテナ駅では取り扱いできず取り扱い駅は全国28都市、32ヶ所と韓国釜山となっているなど、運用上の制約もある。
772 - 779
西濃運輸所有。
※コンテナの形状が複雑な為に、取り扱いが早々と中止されてしまった。

### ギャラリー

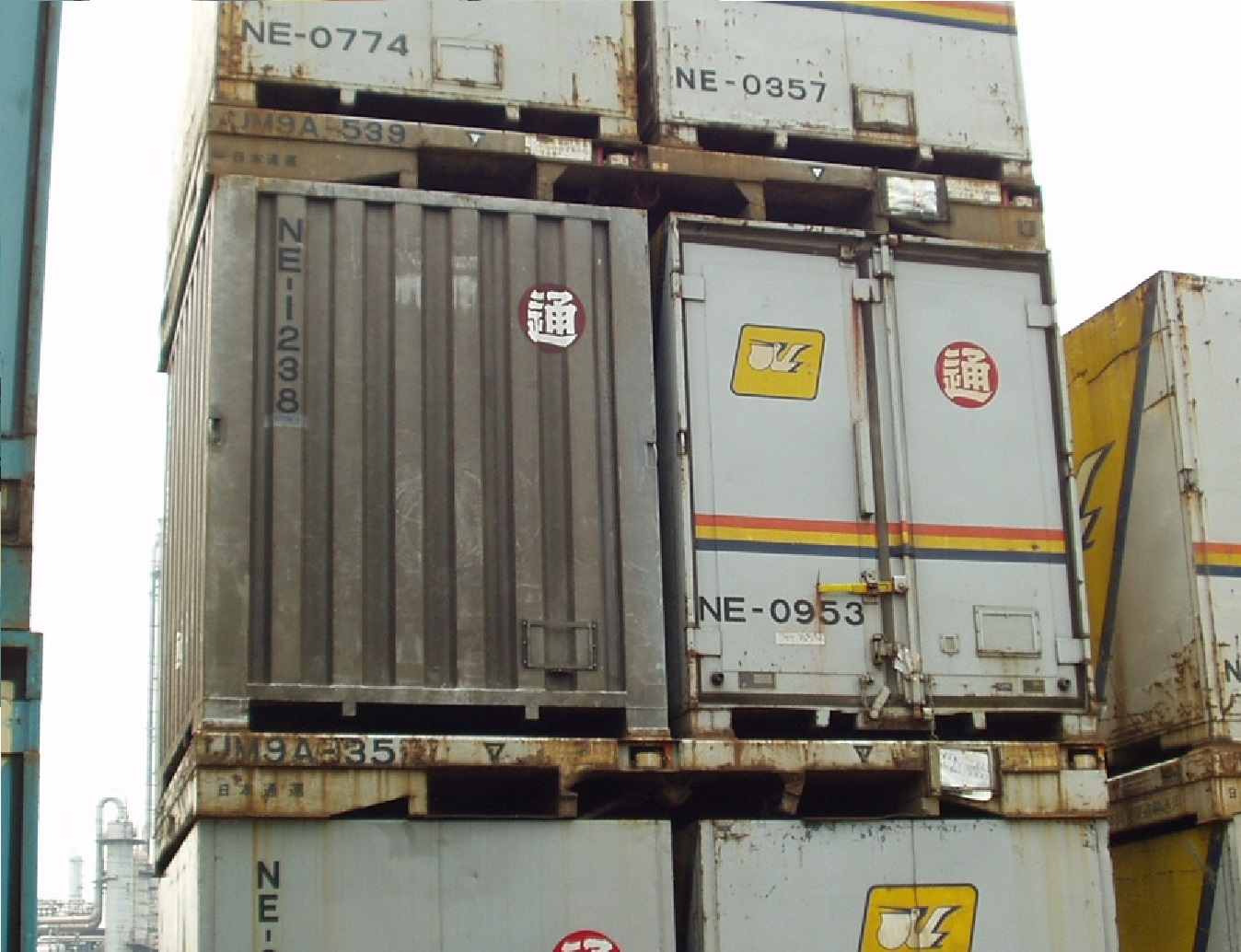
日通UM9A-35+539を含む空コンの三段積み風景。 6ftの日通ミニコンテナは、貧弱な見かけによらず頑丈である。 （2003年5月18日撮影、岡山／東水島駅。）
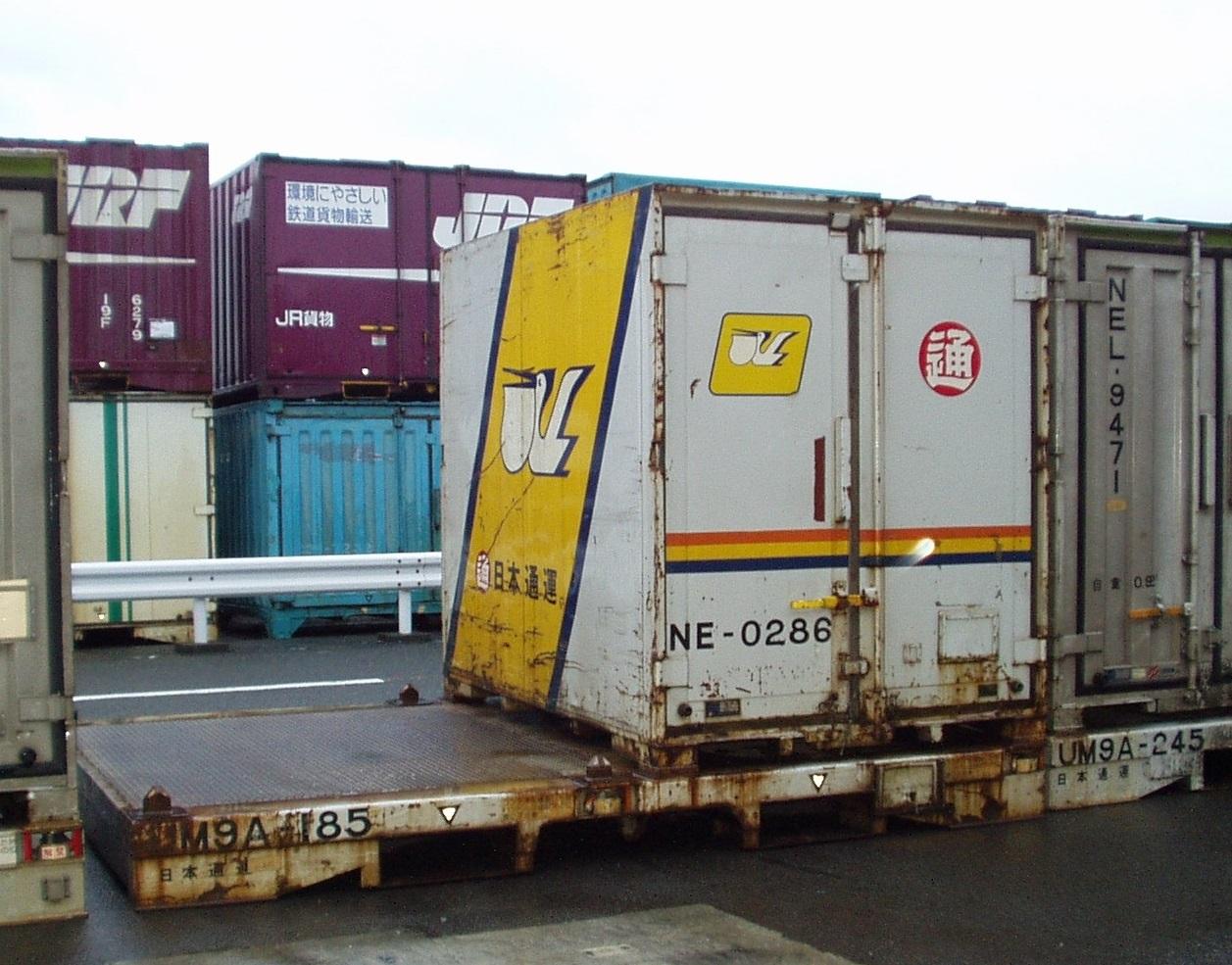
日通UM9A-185。 この様な片積み状態での輸送は一切禁止されている。 （2003年4月5日撮影、神奈川／横浜羽沢駅。）
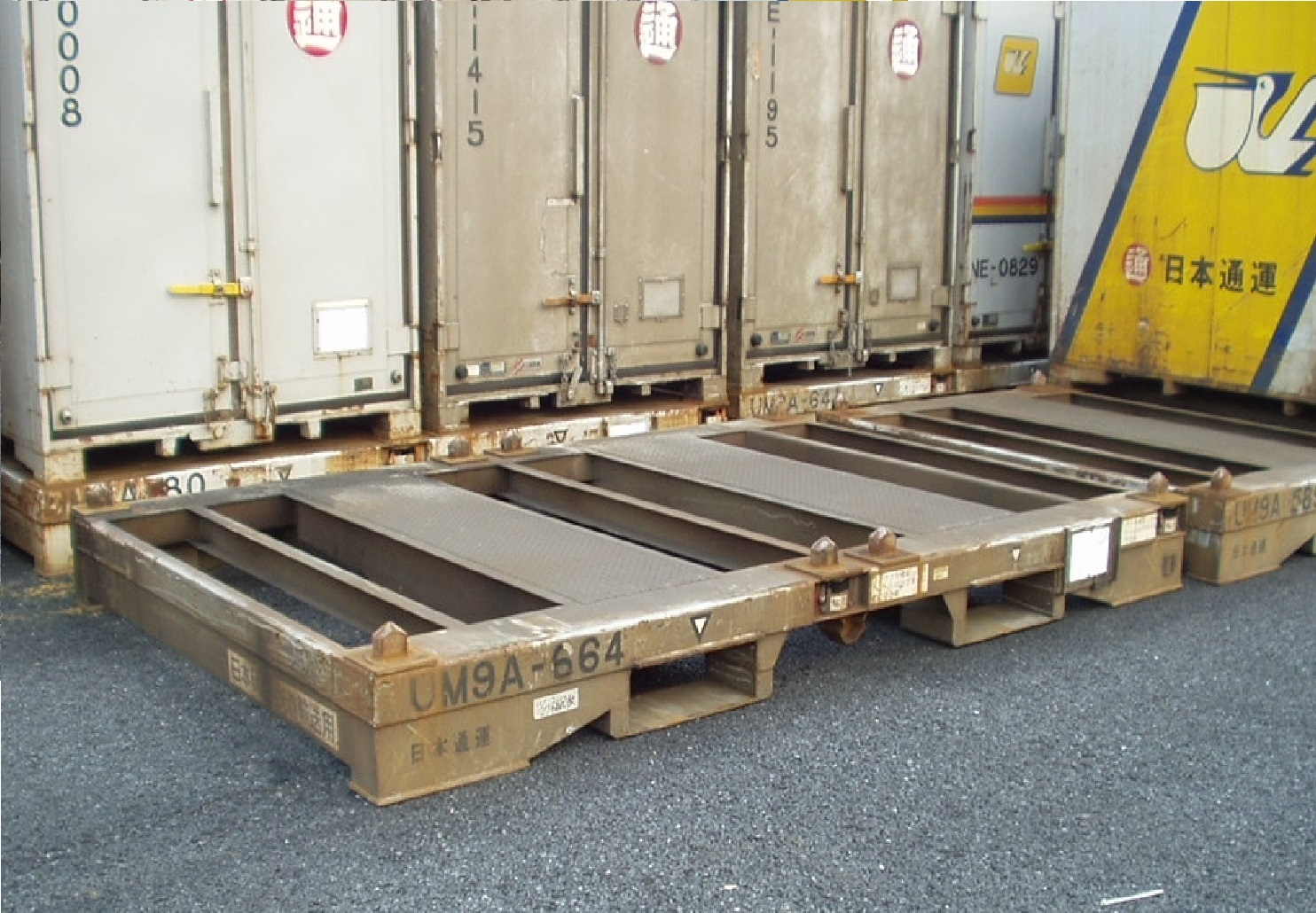
日通UM9A-664。 これが本当の日通、UM9A形の姿。 6ftのミニコンテナと、輸送車両とを繋ぐ役割をしている。 （2003年5月17日撮影、大阪／安治川口駅。）
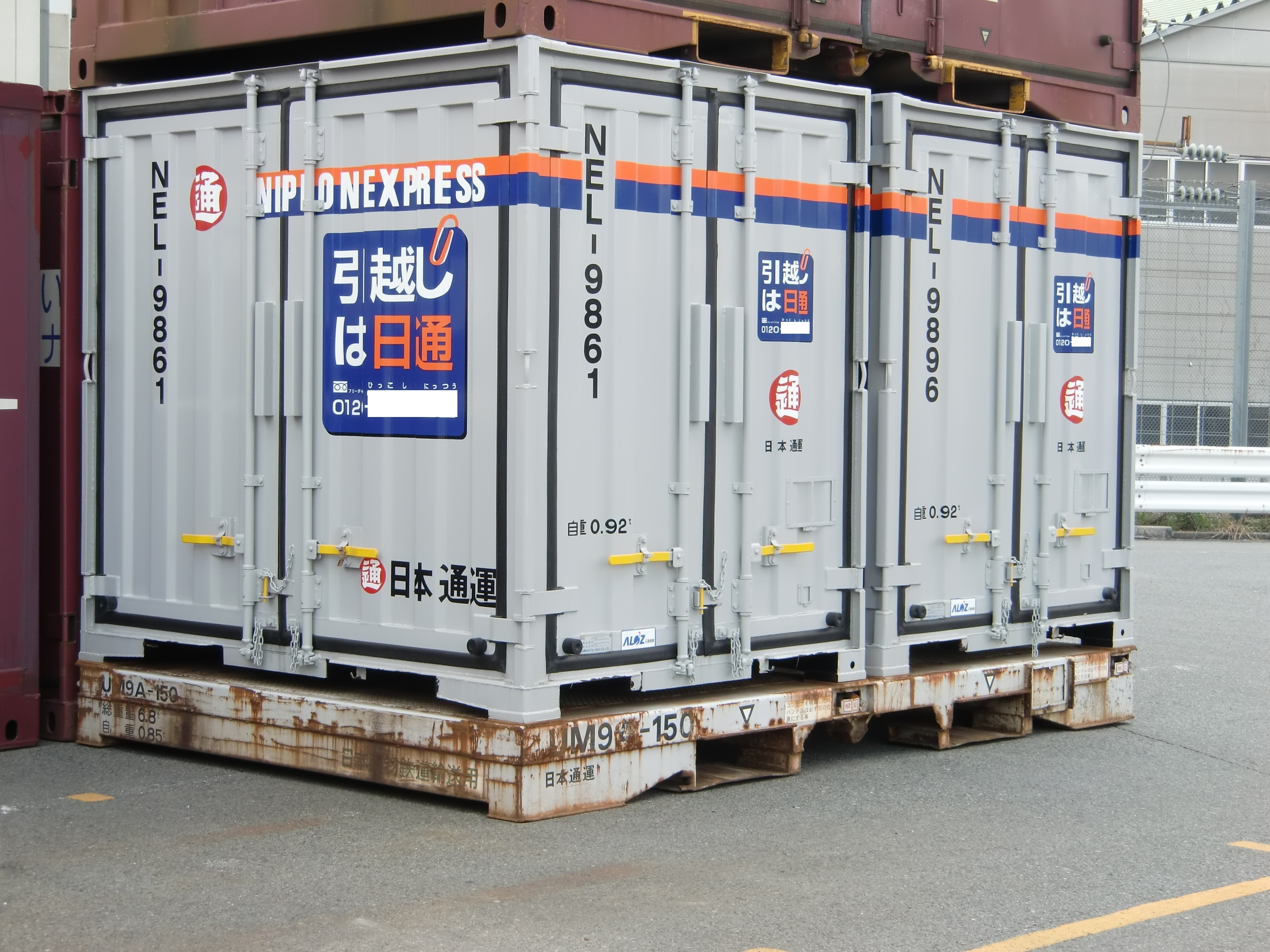
日通UM9A-150。 時代が進むにつれて、6ftの日通ミニコンテナにも、Ｌ字二方開きタイプが登場してきた。 （2011年3月25日撮影、東京貨物ターミナル駅。）
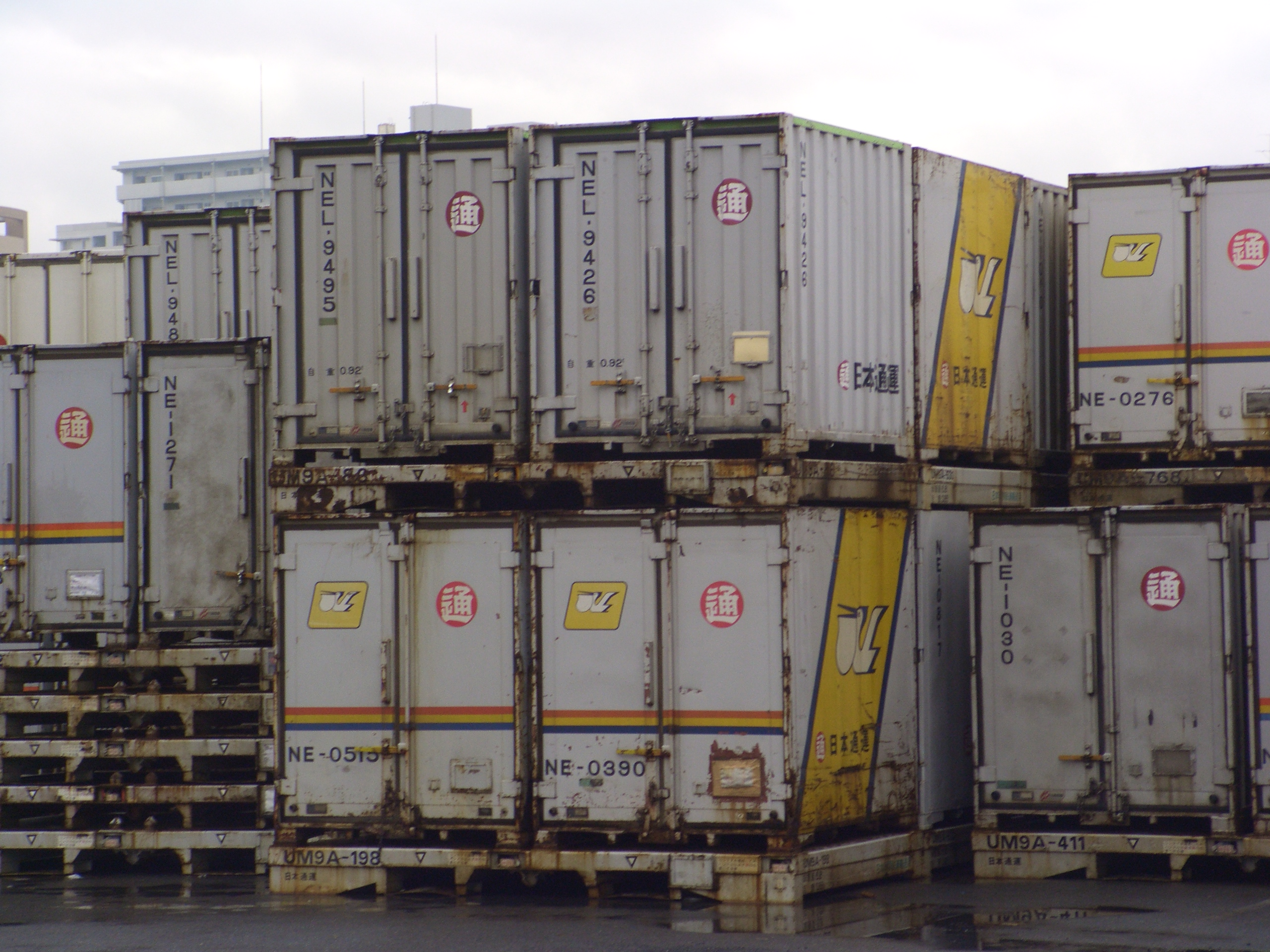
UM9A-86+198（2007年3月25日撮影）
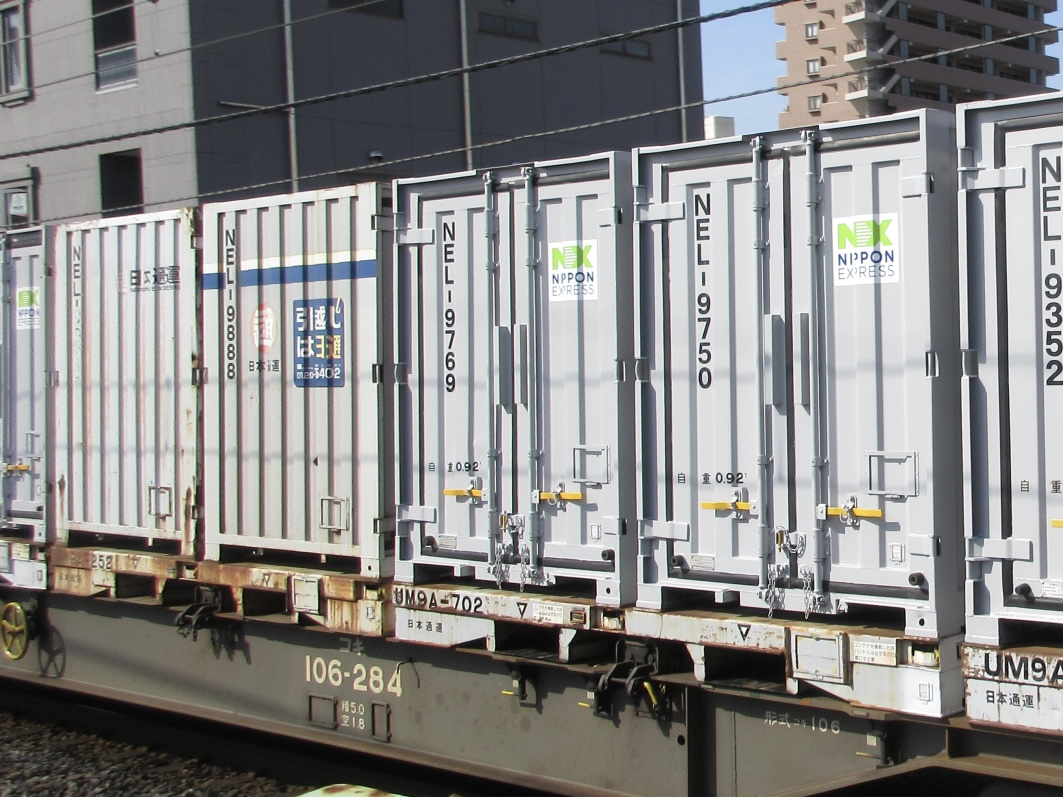
UM9A-252+702（2023年2月12日撮影）
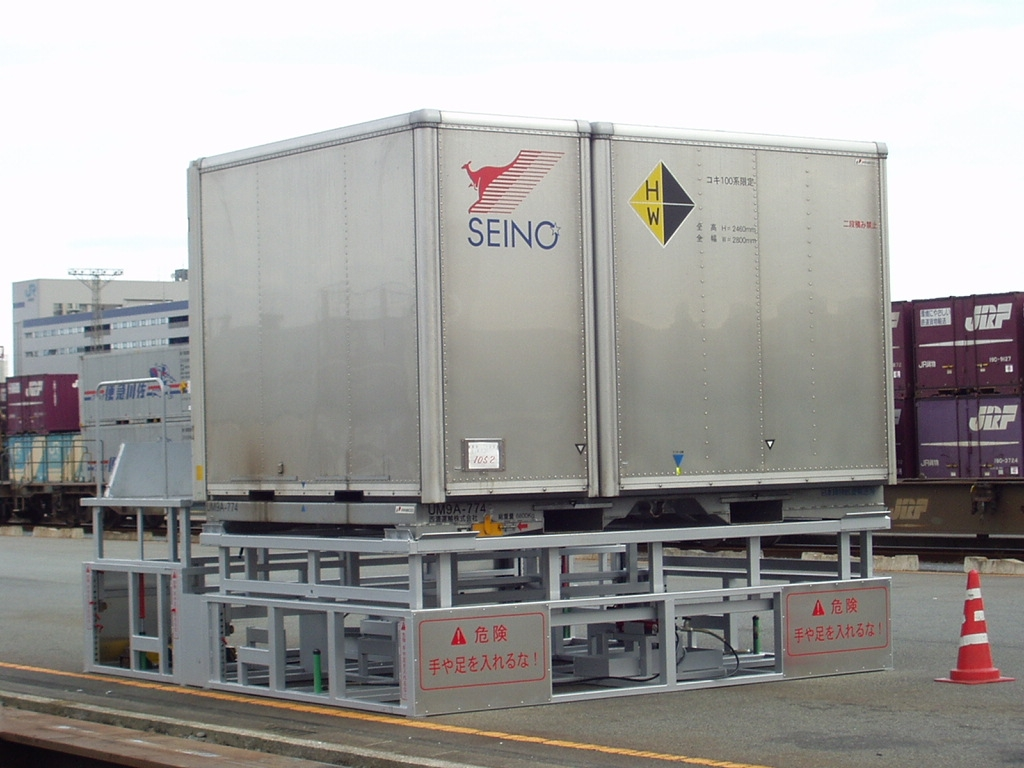
西濃UM9A-774。 西濃運輸のミニコンは両方のサイズちがいの他、UM9Aより幅広等の特殊構造の為に制約が多かった。 （2003年12月？日撮影、東京貨物ターミナル駅。）
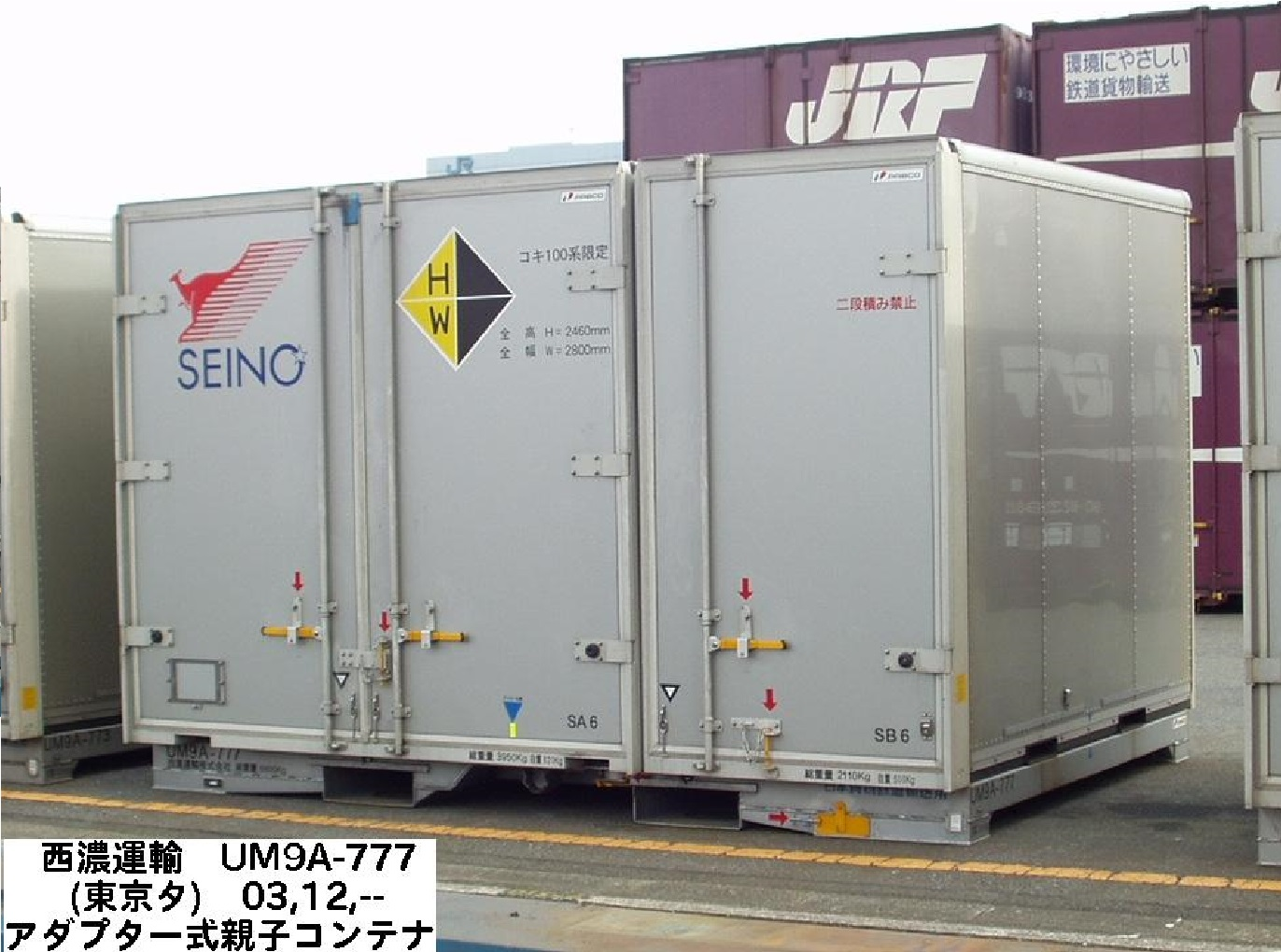
西濃UM9A-777。 西濃運輸のミニコンは両方のサイズちがいの他、UM9Aより幅広等の特殊構造の為に制約が多かった。 （2003年12月？日撮影、東京貨物ターミナル駅。）

### 取扱い駅
北海道
札幌貨物ターミナル駅
青森県
八戸貨物駅
宮城県
仙台貨物ターミナル駅
秋田県
秋田貨物駅
新潟県
新潟貨物ターミナル駅
埼玉県
越谷貨物ターミナル駅
新座貨物ターミナル駅
石川県
金沢貨物ターミナル駅
愛知県
名古屋貨物ターミナル駅
静岡県
西浜松駅
静岡貨物駅
神奈川県
横浜羽沢駅
東京都
東京貨物ターミナル駅
隅田川貨物駅
岐阜県
岐阜貨物ターミナル駅
※多治見駅
京都府
京都貨物駅
大阪府
百済貨物ターミナル駅
大阪貨物ターミナル駅
安治川口駅
吹田貨物ターミナル駅
兵庫県
神戸貨物ターミナル駅
岡山県
岡山貨物ターミナル駅
※東水島駅
広島県
広島貨物ターミナル駅
山口県
下関駅
新南陽駅
福岡県
北九州貨物ターミナル駅
福岡貨物ターミナル駅
佐賀県
鳥栖貨物ターミナル駅
熊本県
熊本駅
※のある駅は取扱があるか要問い合わせのこと

## 外部サイト
- 日本通運独自開発の6フィートコンテナ